# Плотникова, Мария Ермолаевна
Мари́я Ермола́евна Пло́тникова (1925—1994) — советский и российский историк, специалист в области новейшей истории России, педагог, доктор исторических наук (1969), профессор (1970), заслуженный деятель науки РСФСР (1991).

## Биография
Родилась 27 марта 1925 года в селе Солонешное Алтайской губернии.
С 1943 по 1948 год обучалась на историческом отделении историко-филологического факультета Томского государственного университета. С 1948 по 1952 год работала учителем истории 1-й Томской средней школы. Член ВКП(б) с 1951 года.
С 1952 года работала в Томском государственном университете в должностях: ассистент, с 1954 по 1958 год — старший преподаватель, с 1958 года — доцент и одновременно с 1966 года — старший научный сотрудник кафедры истории СССР. С 1970 года — профессор и с 1986 по 1991 год — заведующая кафедрой кафедры истории СССР советского периода (с 1991 года — кафедра современной отечественной истории), с 1991 года — профессор этой кафедры. Так же с 1975 по 1977 год читала курс лекций на гуманитарном факультете НГУ.
В 1954 году М. Е. Плотникова была утверждена в учёной степени кандидат исторических наук по теме: «Борьба трудящихся Томской губернии с интервентами и белогвардейцами в 1918 году», в 1969 году — доктор исторических наук по теме: «Советская историография Гражданской войны и интервенции в Сибири (1920—1960-е гг.)». В 1958 году приказом ВАК ей было присвоено учёное звание доцент, в 1970 году — профессор по кафедре истории СССР.

## Научно-педагогическая деятельность
Основная научно-педагогическая деятельность М. Е. Плотниковой связана с вопросами в области становления и развития советской историографии, истории Гражданской войны и интервенции в России. В ТГУ читала курсы лекций по темам: «Революция и Гражданская война в Сибири», «Аграрная политика советской власти», «Историография Гражданской войны в Сибири», «Внешняя политика СССР в 1933—1945 гг.», «История СССР (социалистическая эпоха)». В НГУ читала спецкурс по темам: «Советская историография» и «Становление советской историографии».
Член Проблемного совета АН СССР в области социалистической истории СССР. М. Е. Плотникова являлась автором более семидесяти пяти научных трудов, в том числе многочисленных монографий. Основная библиография: «Очерков истории города Томска (1604—1954)» (1954), 4-го тома «Истории Сибири с древнейших времен до наших дней» (1968), «Историографии крестьянства советской Сибири» (1969), монография «Советская историография Гражданской войны в Сибири (1918—1930)» (1974), энциклопедия «Гражданская война и военная интервенция в СССР» (1983), соавтор и член редколлегии 3-го тома «Истории крестьянства Сибири», «Томская область: Исторический очерк» (1994). Под её руководством были защищены около двадцати кандидатских диссертаций.
Скончалась 19 мая 1994 года в Томске.

## Награды
- Орден Знак Почёта (1981)
- Заслуженный деятель науки РСФСР (1990)[1]